# Cyornis unicolor
Cyornis unicolor е вид птица от семейство Muscicapidae.

## Разпространение
Видът е разпространен в Бангладеш, Бутан, Бруней, Камбоджа, Китай, Индия, Индонезия, Лаос, Малайзия, Мианмар, Непал, Тайланд и Виетнам.